# Bermudo Nunes
Bermudo Nunes (em castelhano: Bermudo ou Vermudo Núñez;  m. 955), foi um magnata do Reino de Leão e o primeiro conde de Cea. Aparece pela primeira vez documentado em 921, confirmando uma doação no Mosteiro de Sahagún, o que sugere que ele teria nascido no final do século IX.
Terá desempenhado um papel importante na Batalha de Simancas em 937. Depois dessa vitória das armas leonesas e em conjunto com o seu irmão Oveco Nunes, que depois viria a ser bispo de Leão, contribuiu para o repovoamento de Salamanca.

## Antepassados
A sua filiação nunca foi confirmada, embora existam varias hipotese. A medievalista Margarita Torres considera que foi filho do Infante Nuno Ordoñez, filho do rey Ordonho I e irmão do rei Afonso III. Esse facto explicaria, segundo a autora, a rápida
ascensão desta linhagem, assim como a aproximação à casa real.
Jaime de Salazar y Acha apresentou outra hipotese, segundo a qual foi filho de um Nuno Vélaz, possivelemente um dos filhos de Vela Jiménez, conde de Álava. Teria sido através dele que a linhagem dos Vela chegou às terras de Leão, o que explicaria também alguns nomes de origem basco nas gerações seguintes, como Vela e Oveco.
Num documento com data de 28 de agosto de 945, Oveco Nunes, bispo de Leão, confirma umas doações realizadas pelo rei Ramiro II no Mosteiro de Sahagún, ratificando o documento os seus irmãos Vela, Soeiro, Munio, Bermudo e Nuno Nunes, assim como alguns filhos dos seus irmãos, entre os quais se encontrava
Fernando Bermudes. Também teve uma irmã chamada Gontrodo Nunes, esposa de Ansur Fernandes, conde em Monzón, pais da rainha Teresa Ansures, esposa do rey Sancho I.

## Matrimónios e descendência
Casou por duas vezes, a primeira com Argilo, cujo origem é desconhecido, de quem teve:
- Froiloba Bermudes casou com Munio Flaínez.
- Fernando Bermudes, conde de Cea casado com Elvira Diaz de Saldanha, filha de Diogo Muñoz, conde em Saldaña, e de Tigridia.
- Piniolo Bermudes, quem comfirmou, em conjunto com os seus irmãos Fernão e Jimena a doação ao mosteiro de Santiago de Valdávida.
- Jimena Bermudes
- Vela Bermudes, falhecido depois de março de 976, o pai de Argilo, Nuno e o conde Bermudo Vélaz.

O segundo casamento foi com Velasquita, de origem desconhocido, de quem teve:
- Álvaro Bermudes
- Oveco Bermudes